# Daïra de Draria
La Daïra de Draria ou Circonscription administrative de Draria est une wilaya déléguée de la wilaya d'Alger dont le chef-lieu est la ville éponyme de Draria.

## Walis délégués
Le poste de wali délégué de la wilaya déléguée de Draria a été occupé par plusieurs personnalités politiques nationales depuis sa création.
| N° | Wali délégué               | Début             | Fin               |
| -- | -------------------------- | ----------------- | ----------------- |
| 01 | Mohamed Seghir Benlahrèche | 2 août 1997       | 13 août 2000      |
| 02 | Abdellah Benmansour        | 13 août 2000      | 16 août 2001      |
| 03 | Yahia Fehim                | 16 août 2001      | 11 août 2005      |
| 04 | Hocine Bessaïh             | 11 août 2005      | 30 septembre 2010 |
| 05 | Abdelkader Kelkel          | 30 septembre 2010 |                   |
| 06 |                            | 24 octobre 2013   | 5 octobre 2016    |
| 07 | Fayza Bounif Kalkouli      | 5 octobre 2016    | 17 septembre 2019 |
| 08 |                            |                   | 25 août 2021      |
| 09 | Abdelwahab Bertima         | 25 août 2021      | en cours          |

## Communes
La daïra de Draria est constituée de cinq communes :
1. Baba Hassen
2. Douera
3. Draria
4. El Achour
5. Khraïssia